# Varėna (gemeente)
Varėna is een van de 60 Litouwse gemeenten, in het district Alytus.
De hoofdplaats is de gelijknamige stad Varėna. De gemeente telt 31.200 inwoners op een oppervlakte van 2218 km².

## Plaatsen in de gemeente
Plaatsen met inwonertal (2001):
- Varėna – 10845
- Merkinė – 1434
- Matuizos – 1312
- Senoji Varėna – 1276
- Marcinkonys – 765
- Perloja – 744
- Valkininkų GS – 544
- Žilinai – 459
- Kriviliai – 421
- Vydeniai – 413
- Valkininkai - 229
- Šunupis